# Mahieddine Meftah
Mahieddine Meftah (Tizi Ouzou, 25 september 1968) is een Algerijns voormalig voetballer die speelde als verdediger. Meftah speelde als clubvoetballer voor JS Kabylie en USM Alger. Als international speelde Meftah van 1989 tot en met 2002 zevenenzeventig interlands voor het Algerijns voetbalelftal, waarin hij viermaal scoorde. Als clubvoetballer en Algerijns international won Meftah een groot aantal nationale en internationale prijzen. Sinds 18 maart 2022 is Meftah jeugdtrainer bij USM Alger.

## Erelijst
JS Kabylie
- Championnat National 1 (3): 1988/89, 1989/90, 1994/95
- Coupe d'Algérie (2): 1991/92, 1993/94
- Supercoupe d'Algerie (1): 1992
- African Cup of Champions Clubs (1): 1990
- African Cup Winners' Cup (1): 1995

 USM Alger
- Championnat National 1 (3): 2001/02, 2002/03, 2004/05
- Coupe d'Algérie (5): 1996/97, 1998/99, 2000/01, 2002/03, 2003/04

 Algerije
- African Cup of Nations (1): 1990
- Afro-Asian Cup of Nations (1): 1991